# Carryduff
Carryduff (irl. Ceathrú Aodha Dhuibh) – miasto w Wielkiej Brytanii (Irlandia Północna; w Hrabstwie Down). Według danych szacunkowych na rok 2010 liczy 8 872 mieszkańców.